# Transparence (physique)
Pour les articles homonymes, voir Transparence.

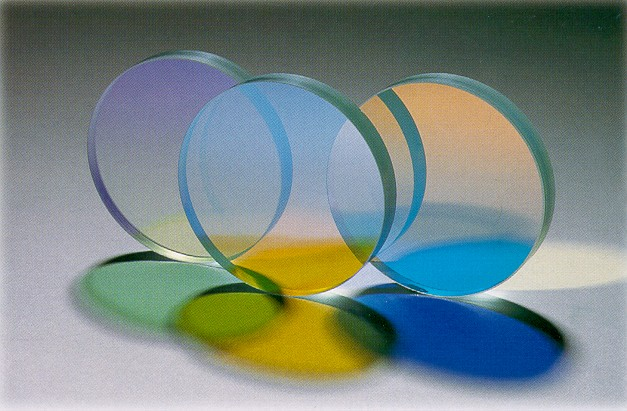
Filtres dichroïques créés en utilisant des matériaux optiquement transparents.

La transparence désigne la capacité d'un matériau à ne pas interagir avec une onde. Dans le cas de l'optique, un matériau transparent a pour propriété de ne pas absorber la lumière. Cette propriété du matériau dépend cependant de la longueur d'onde. 

## Différence entre matériau transparent et translucide
L'appellation translucide est spécifiquement employée pour les ondes lumineuses du domaine visible. Les matériaux translucides ont la propriété de diffuser la lumière lors de sa transmission, ce qui rend l'observation au travers difficile ou impossible.
À une échelle macroscopique, où les dimensions étudiées sont bien plus grandes que la longueur d'onde, les matériaux transparents obéissent aux lois de Snell-Descartes, tandis que les matériaux translucides ne les respectent pas puisqu'ils diffusent partiellement ou totalement la lumière.
Des matériaux transparents peuvent se comporter comme des matériaux translucides sous certaines conditions de changement d'état ou de vitesse, c'est le cas par exemple de la turbulence pour les gaz.

## En électromagnétisme
En électromagnétique, un milieu (solide, liquide ou gaz) est dit transparent s'il ne perturbe pas la propagation des ondes électromagnétiques. En particulier, cela signifie que l'amplitude de l'onde, sa phase, sa fréquence et sa polarisation restent inchangées et que l'onde est diffusée. 
Seul le vide présente de telles caractéristiques pour toute onde électromagnétique. L'air, bien que faiblement dispersif influe sur la propagation des ondes si la distance parcourue est assez grande, comme en témoigne la couleur du ciel.

## En optique
Les interactions entre la lumière, qu'elle soit du domaine visible, ultraviolet ou infrarouge, et la matière sont régies par les lois de l'électromagnétisme. En particulier, cela signifie que la transparence optique se définit par la non-absorption de l'énergie dans le milieu. Cependant cette propriété n'est pas identique pour toute longueur d'onde, et la transparence ne se définit que pour un spectre lumineux donné. 

### Absorption optique dans les milieux homogènes solides et liquides
Dans les milieux solides et liquides, l'absorption correspond au phénomène de transformation de l'énergie lumineuse incidente en énergie thermique. C'est l'un des principaux phénomènes limitant la transparence. 
Dans les liquides homogènes, l'absorption peut être calculée avec la loi de Beer-Lambert.

### Diffusion
Le phénomène de diffusion est un obstacle à la transparence. Il se produit lorsque le milieu contient des particules de petite dimension. La diffusion est dite élastique si la longueur d'onde de l'onde incidente n'est pas modifiée (cas de la diffusion Rayleigh et de la diffusion de Mie). Elle est dite inélastique dans le cas contraire (diffusion Raman ou diffusion Brillouin)
Le brouillard est un exemple de gaz diffusant la lumière et diminuant la transparence. Des liquides comme le lait ne sont pas transparents en raison de la diffusion.
Un rayon lumineux passant partiellement à travers une couche mince de matériau diffusant, on peut qualifier l'opacité par l'épaisseur nécessaire pour une proportion donnée d'absorption ou diffusion.

### Applications

#### Verres optiques
Le choix des verres optiques se fait sur leur capacité à transmettre de manière fidèle l'ensemble du spectre visible, sans atténuation ou diffusion. Certaines propriétés sont ainsi recherchées, comme l'isotropie, qui garantit que le comportement du verre est identique quelle que soit son orientation. 
La transmission typique des verres optiques est supérieure à 99.7% pour une épaisseur de 10mm. 
Les verres optiques transmettent peu dans l'UV, et possèdent donc une longueur d'onde caractéristique dite "coupure U.V".

#### Fibres optiques
La transparence des fibres optiques est un enjeu important pour permettre la propagation d'un signal sur de longues distances. La perte du signal optique par absorption et diffusion est nommée atténuation. La silice, matériau utilisé pour la fabrication du cœur des fibres optiques, est particulièrement peu absorbante autour de 1,55 µm et cette longueur d'onde est par conséquent utilisée pour les télécommunications. L'atténuation est inférieure à 0,2 dB/km.

#### Photographie
En photographie et particulièrement en sensitométrie, la transparence est synonyme de transmittance.

## En biologie
Là où la lumière est très présente, la peau et les organes des animaux complexes sont pigmentés et donc dotés d'une peau opaque plus ou moins opacifiée. Seul le cristallin, dans l'œil est transparent.
Aucune plante n'est transparente. Quelques microalgues faiblement pigmentées semblent transparentes. Les animaux aquatiques sont parfois transparents (tout ou partie de leur vie, selon l'espèce considérée).
Une partie du plancton et des animaux pélagiques et quelques poissons de surface sont pour tout ou partie transparents. L'avantage évolutif de la transparence est encore mal compris.

## En imagerie médicale
En imagerie médicale, les différences de transparence des différents organes ont un impact sur la qualité d'image. Les milieux biologiques étant généralement très aqueux, on tente d'utiliser des sources de lumière dans la fenêtre de transparence de l'eau.